# Tirpitz (nave da battaglia)
La Tirpitz fu una nave da battaglia della Kriegsmarine tedesca, seconda e ultima unità della Classe Bismarck. Essa fu concepita, insieme alla gemella Bismarck, per essere la punta di diamante della marina tedesca. Entrata in servizio molto dopo lo scoppio della seconda guerra mondiale, la nave partecipò a pochissime azioni belliche, passando la maggior parte della sua vita a nascondersi nei fiordi norvegesi dagli attacchi degli Alleati; di fatto essa ebbe funzione di "fleet in being", cioè quella di tenere occupata una gran quantità di forze nemiche per via della sua pericolosità potenziale.
Dopo l'affondamento della gemella Bismarck, fu soprannominata dai norvegesi "La solitaria regina del Nord" (Den ensomme Nordens Dronning).

## Il piano di riarmo navale tedesco
La classe fu armata in funzione di un nuovo sviluppo della Kriegsmarine dopo che Hitler denunciò gli accordi anglo-tedeschi relativi alle limitazioni agli armamenti (dopo che erano decadute le precedenti limitazioni imposte dal Trattato di Versailles). Il piano di riarmo navale tedesco prevedeva un numero di grandi navi che non poteva competere con la Royal Navy, ma che fosse qualitativamente all'avanguardia. Tra i risultati di questa politica vi fu una corazzata che poteva considerarsi tra le più potenti del suo tempo.
Le prime navi che entrarono in servizio furono le Panzerschiff ("navi corazzate", che i britannici definirono "corazzate tascabili") della classe Deutschland (1931) che, pur rispettando formalmente i limiti del Trattato di Versailles, presentavano innovazioni tecniche tali da poterle classificare fra le navi più potenti dell'epoca.
Nel 1936 fu impostata la Bismarck, che avrebbe dovuto rappresentare la nuova frontiera delle corazzate (o navi da battaglia). Oltre alla Bismarck era prevista un'altra corazzata della stessa classe (la Tirpitz) e, successivamente la costruzione di una portaerei (Graf Zeppelin). Tutte queste navi avrebbero dovuto essere schierate per il 1944, ma, all'inizio della seconda guerra mondiale solo la Bismarck era in stato di approntamento abbastanza avanzato e fu consegnata pochi giorni prima dell'inizio della guerra, mentre la Tirpitz fu consegnata solo il 25 febbraio 1941 e la Graf Zeppelin fu varata ma mai completata anche per l'opposizione di Göring.

## Vita operativa
La nave venne ordinata ai cantieri navali Marinewerft di Wilhelmshaven il 14 giugno 1936, ed impostata sullo Scalo n.2 il 24 ottobre dello stesso anno (anche se la cerimonia ufficiale di impostazione si tenne il 2 novembre). La nave venne varata il 1º aprile 1939 e battezzata con il nome di Tirpitz in onore di Alfred von Tirpitz, ammiraglio della Kaiserliche Marine; madrina del varo fu la figlia dello stesso ammiraglio, Ilse von Hassel (moglie del già ambasciatore a Roma Ulrich von Hassell). La scelta del nome (rivelato, secondo l'uso tedesco, solamente durante la cerimonia) negli ambienti della Kriegsmarine venne accolta con favore (mentre in occasione del varo della gemella Bismarck avvenuto poche settimane prima il Großadmiral Erich Raeder aveva pronunciato un discorso non favorevole all'aver nominato una nave in onore di una figura poco popolare nella marina).
Ancor prima di essere dichiarata operativa, la nave venne ripetutamente attaccata dalla Royal Air Force britannica: tra il luglio 1940 e il febbraio 1941 la nave subì ben 16 bombardamenti aerei ad opera di bombardieri Hampden, Whitley e Wellington della RAF, ma non riportò danni apprezzabili. La nave entrò in servizio il 25 febbraio 1941 al comando del capitano Friedrich Karl Topp.

### Le prime operazioni
Inizialmente la nave venne assegnata alla flotta che operava nel Mar Baltico, ma questa formazione venne sciolta dopo poco tempo e la Tirpitz venne inviata in Norvegia, da dove avrebbe dovuto prendere parte alle missioni contro i convogli che rifornivano l'Unione Sovietica; la nave giunse a Trondheim il 12 gennaio 1942. Il 6 marzo 1942 prese parte alla sua prima missione operativa (operazione Sportpalast) cercando di attaccare il convoglio PQ-12, ma le avverse condizioni del mare impedirono l'intercettamento; la portaerei britannica HMS Victorious lanciò contro la nave dodici aerosiluranti Fairey Albacore, ma l'attacco non ebbe esito e due aerei furono abbattuti. La breve missione mise subito in luce un grave aspetto negativo che avrebbe fortemente condizionato le future operazioni della nave: in pochi giorni di navigazione la Tirpitz e i suoi cacciatorpediniere di scorta avevano consumato 8.100 tonnellate di carburante, una cifra insostenibile in quel momento per la Germania.
Nella notte tra il 30 e il 31 marzo, la nave, ancorata a Trondheim, fu oggetto di un pesante attacco aereo ad opera di bombardieri Halifax e Lancaster, i soli velivoli dotati di sufficiente autonomia per raggiungere Trondheim dalla Gran Bretagna; la scarsa visibilità e la cortina fumogena stesa sopra la corazzata fecero fallire la missione, e dodici aerei furono abbattuti. Il 2 luglio la Tirpitz uscì in mare per attaccare il convoglio PQ-17 (operazione Rösselsprung), ma le avverse condizioni meteo fecero ancora una volta fallire l'intercettamento; il sommergibile sovietico K 21 dichiarò di aver colpito la corazzata con un siluro, ma la nave non riportò alcun danno. Le difficoltà riscontrate nella navigazione nelle acque artiche obbligarono la nave a sottoporsi ad alcuni lavori di manutenzione a Trondheim.
Tra il 26 e il 30 ottobre 1942, i britannici cercarono di attaccare la Tirpitz impiegando i sommergibili tascabili Chariot, copia britannica dei SLC italiani (operazione Title). Il peschereccio Arthur, dotato di equipaggio norvegese, trasportò due Chariot e sei sommozzatori britannici fino all'imboccatura del fiordo di Trondheim; i Chariot vennero calati in acqua e agganciati all'Arthur con una speciale attrezzatura, che permetteva al peschereccio di rimorchiarli mantenendoli sotto il pelo dell'acqua. La nave riuscì ad avvicinarsi ad una distanza di 5 miglia dalla Tirpitz, ma una improvvisa tempesta ruppe i cavi di rimorchio, e i Chariot affondarono prima che i sommozzatori britannici potessero riprendere il controllo. L'equipaggio dell'Arthur e i sommozzatori vennero in parte fatti prigionieri dai tedeschi.
Il 6 marzo 1943 la nave tornò in mare (operazione Zitronella), bombardando con i suoi grossi calibri alcune installazioni britanniche sull'isola di Spitsbergen insieme all'incrociatore Scharnhorst. Poco dopo, la nave si trasferì nel fiordo di Alta.

### L'operazione Source
Nel settembre del 1943, l'Ammiragliato britannico decise di tentare un nuovo attacco alla Tirpitz impiegando i minisommergibili Classe X (operazione Source); sei di questi vennero trainati da sommergibili normali fino all'imboccatura del fiordo di Alta. Due X Craft andarono dispersi durante il lungo viaggio verso la Norvegia, mentre un terzo (l'X 5) si guastò durante la navigazione e dovette essere affondato. Nelle prime ore del mattino del 22 settembre, i tre minisommergibili superstiti penetrarono in immersione nel fiordo di Alta. Uno di essi, l'X 10, ebbe dei gravi problemi meccanici e dovette tornare indietro. Il tenente Donald Cameron, al comando dell'X 6, riuscì invece ad avvicinarsi alla Tirpitz e a trovare un varco nella rete parasiluri disposta intorno alla nave; mentre si avvicinava allo scafo, tuttavia, l'X 6 urtò un banco di sabbia, facendo spuntare dall'acqua parte della torretta e mettendo così in allarme le sentinelle tedesche. Mentre i tedeschi aprivano il fuoco con le mitragliatrici e i cannoncini, Cameron riuscì ad avvicinarsi ulteriormente alla Tirpitz, riuscendo anche a sganciare le due cariche a tempo di cui era dotato, che rotolarono però a poca distanza dallo scafo della nave. Poco dopo l'X 6 riemerse, e Cameron e gli altri tre membri dell'equipaggio vennero fatti prigionieri. Mentre i tedeschi erano impegnati a prestare soccorso all'equipaggio dell'X 6, davanti alla Tirpitz emerse dall'acqua l'X 7 del tenente Basil Place; l'X 7 era riuscito ad aprirsi un varco nella rete parasiluri e ad avvicinarsi allo scafo della corazzata, depositando come previsto le due cariche a tempo di cui era dotato. Mentre si allontanava, l'X 7 rimase impigliato nella rete parasiluri, e nel tentativo di liberarsi era riemerso; i tedeschi aprirono subito il fuoco sul piccolo mezzo, che tuttavia fu in grado di divincolarsi dalla rete e di fuggire.
Informato dell'accaduto, il capitano della Tirpitz Hans Meyer ordinò di condurre la nave in acque più profonde. Mentre erano in corso queste manovre, la corazzata venne investita da due potenti esplosioni. L'onda d'urto delle detonazioni raggiunse anche l'X 7, facendolo riaffiorare; Place e un altro marinaio riuscirono ad abbandonare il sommergibile, che poco dopo affondò trascinando con sé gli altri due membri dell'equipaggio. La Tirpitz rimase a galla, ma riportò danni gravissimi: le quattro torri dei cannoni da 380 mm si staccarono dai basamenti, uno dei cannoni da 150 mm rimase completamente bloccato, i meccanismi di tiro subirono gravi danni, e il rivestimento della turbina di babordo si piegò impedendo alle eliche di girare; la tenuta stagna aveva impedito l'affondamento, ma nello scafo si aprirono varie falle e un certo numero di intelaiature vennero spezzate.
Il fatto che la nave fosse ancora a galla trasse in inganno la ricognizione britannica, che si rese conto dei danni riportati dalla corazzata solo al termine della guerra. I tenenti Cameron e Place vennero decorati con la Victoria Cross, mentre agli altri membri dell'equipaggio dei due sommergibili vennero distribuite tre Distinguished Service Order e una Conspicuous Gallantry Medal.

### L'operazione Tungsten e gli attacchi delle portaerei
La Tirpitz venne trainata nel fiordo di Kaa, un crepaccio al largo del fiordo di Alta; sulle scogliere venne disposto un gran numero di batterie contraeree, mentre sulle pareti del fiordo venne installata una conduttura in grado di avvolgere in breve tempo la nave con una cortina fumogena. Vista la mancanza di strutture portuali adeguate ad una nave delle dimensioni della Tirpitz, le riparazioni dovettero essere effettuate in acqua, e, nonostante l'arrivo di numerosi tecnici ed operai direttamente dalla Germania, procedettero lentamente. L'11 febbraio 1944, bombardieri sovietici decollati da Arcangelo tentarono di attaccare la corazzata, ma 11 bombardieri su 15 non trovarono il fiordo, mentre gli altri mancarono il bersaglio.
Nell'aprile del 1944, la Royal Navy pianificò una nuova serie di bombardamenti contro la corazzata, questa volta ad opera di bombardieri in picchiata imbarcati su portaerei. Il 3 aprile venne lanciato il primo attacco (operazione Tungsten): una grossa squadra navale, composta dalle portaerei HMS Victorious e HMS Furious, dalle navi da battaglia HMS Duke of York e HMS Anson e da 14 tra incrociatori e cacciatorpediniere, lanciò 42 bombardieri Fairey Barracuda e vari caccia Corsair, Hellcat e Wildcat di scorta. Attaccando in due ondate, i bombardieri britannici piazzarono 15 bombe da 500 kg sulla corazzata: alcune bombe esplosero sulle torrette corazzate provocando pochi danni, ma altre penetrarono il ponte superiore ed esplosero nei compartimenti sottostanti, provocando 122 morti e 316 feriti tra i membri dell'equipaggio; nonostante l'incendio scoppiato, la nave non riportò danni gravi. I britannici persero due Barracuda e un Hellcat.
Altre tre missioni delle portaerei britanniche, previste per il 24 aprile, il 15 maggio e il 28 maggio vennero annullate a causa delle condizioni del mare, mentre il 17 luglio (operazione Mascot) i Barracuda trovarono la nave completamente avvolta dal fumo e mancarono il bersaglio. Il 24 agosto (operazione Goodwood III) un Hellcat
riuscì a piazzare una bomba sulla torre n.2, mentre un Barracuda sganciò una bomba perforante che trapassò due ponti ma non esplose; questi attacchi non provocarono che danni minimi, ma rallentarono i lavori di riparazione della nave.

### L'affondamento

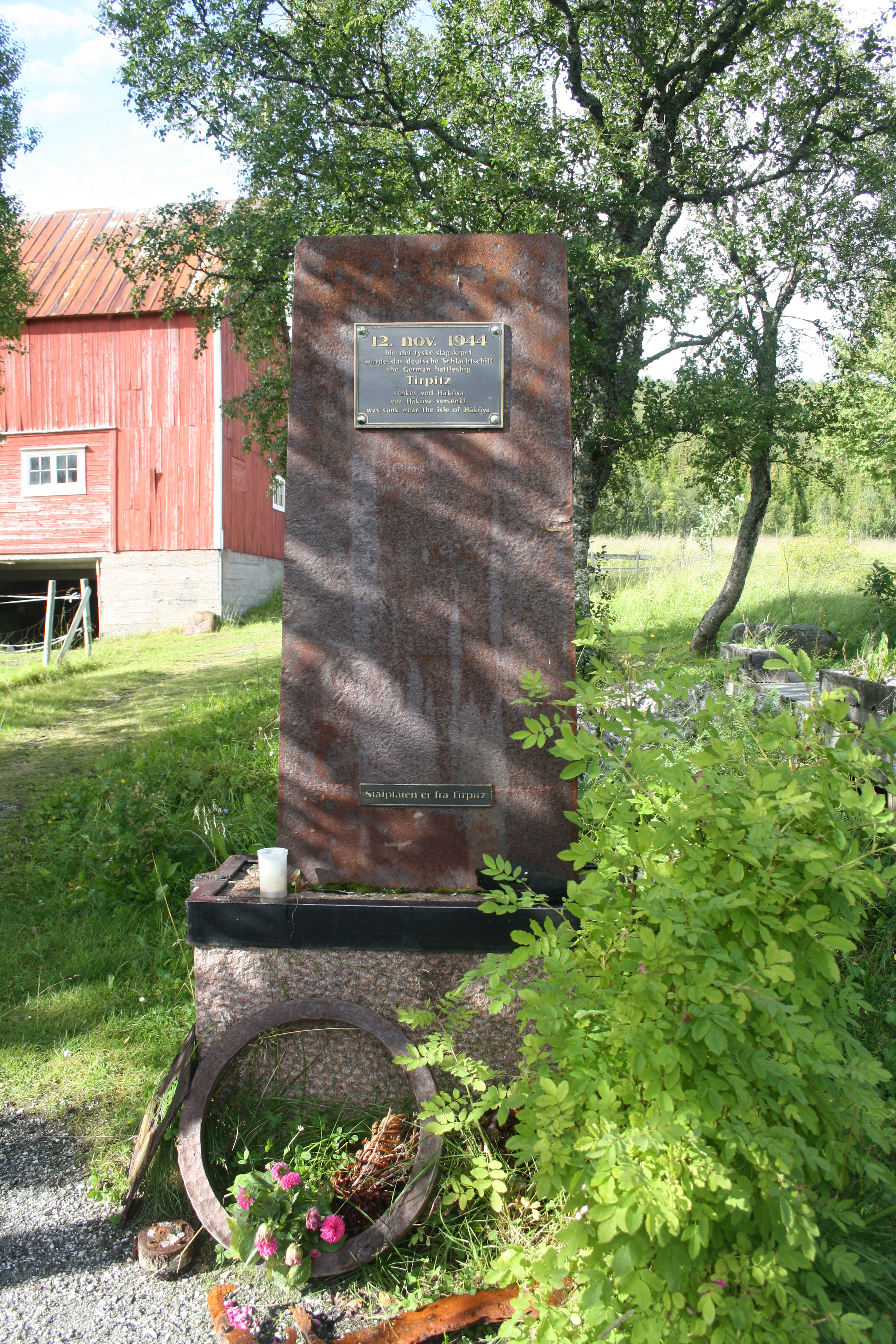
Il monumento a memoria dell'affondamento della Tirpitz, sito ad Håkøya nelle vicinanze di Tromsø

Il compito di attaccare la Tirpitz tornò di nuovo ai bombardieri pesanti della RAF. Il 15 settembre 1944 27 Lancaster attaccarono la corazzata impiegando le bombe Tallboy dal peso di 5.400 kg; delle 16 bombe effettivamente lanciate, una sola colpì la nave, trapassando il ponte e il rivestimento laterale ed esplodendo in acqua, deformando gravemente lo scafo a prua.
Vista l'impossibilità di riportare la nave in Germania per le riparazioni, l'ammiraglio Karl Dönitz, comandante della Kriegsmarine, ordinò di trasferire la nave in acque più basse, dove, in caso di affondamento, sarebbe stato possibile recuperarla. Spostandosi alla velocità ridotta di 10 nodi, la Tirpitz giunse a Sørbotn, presso Tromsø, dove venne adibita a batteria costiera galleggiante.

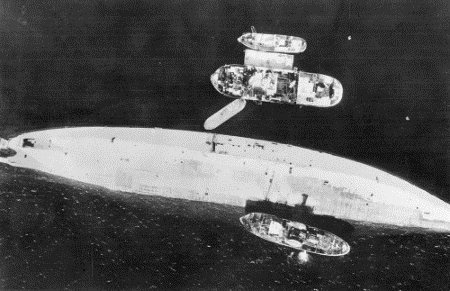
La Tirpitz capovolta nel fiordo di Tromsø

Il 12 novembre 1944, la nave venne attaccata da 31 Lancaster (operazione Catechism); delle 29 Tallboy effettivamente lanciate, tre colpirono la corazzata, perforando il ponte corazzato al centro della nave, distruggendo due caldaie e una sala macchine e provocando uno squarcio lungo 14 metri nello scafo. Le fiamme avvolsero in breve tempo la nave, che iniziò ad inclinarsi. Dopo che un'altra esplosione ebbe squarciato la torre n.3, la nave si capovolse completamente e affondò, anche se la cima della chiglia rimase fuori dall'acqua. Dei 1.700 membri dell'equipaggio presenti a bordo, 1.058 persero la vita (tra cui il nuovo comandante, capitano di vascello Weber), mentre 87 furono salvati dalle squadre di salvataggio che praticarono fori nello scafo con le fiamme ossidriche.
Al termine della guerra, lo scafo venne venduto come ferraglia al governo norvegese e demolito tra il 1948 e il 1957.
Oggi a Sørbotn, nella penisola di Håkøya, nel fiordo di Tromsø, di fronte al luogo dell'affondamento, si trova un monumento, rappresentato da un frammento della murata della nave, dove è posta una targa a memoria dell'avvenimento.